# Iván Cañas
Iván Darío Cañas Boix (La Habana, 15 de abril de 1946 - Miami, Florida, 30 de diciembre de 2019) fue un fotógrafo cubano.
Su obra se encuentra recogida en colecciones permanentes en Cuba, Alemania, Canadá, Estados Unidos, Finlandia, Francia, Italia y México. Recibió diferentes premios nacionales e internacionales entre los que destaca el Premio de Fotografía del Salón Nacional de las Artes Plásticas de Cuba en 1980. Publicó dos libros: El cubano se ofrece (1982) y Trinidad (1988).
Instalado en Miami (Florida) desde 1992, trabajó como fotorreportero para la Agencia Mexicana de Noticias (Notimex). Fue ingresado a comienzos de diciembre de 2019 por problemas respiratorios en el Kendall Regional Medical Center de Miami. Falleció a los 73 años debido a complicaciones coronarias causadas por la neumonía que padecía.

## Estudios profesionales
- 1964: Historia de la fotografía con Mario Rodríguez Alemán.
- 1965: Música y guitarra. Escuela Profesional de Música. Escuela Provincial de Música, La Habana, Cuba.
- 1966: Apreciación Fotográfica.Profesora Adelaida de Juan.Biblioteca José Martí, La Habana.
- 1966: Fotografía y Diseño Gráfico con el pintor Raúl Martínez. La Habana Cuba.
- 1980; Graduado de Periodismo de la Universidad de La Habana.
- 1968: Fotógrafo de la Revista "Cuba Internacional"
- 1980-1991: Jefe de Divulgación y Relaciones Públicas del Complejo Cultural Mella, Ministerio de Cultura, La Habana.
- 1965-1992: Trabajo como fotógrafo en las Revistas Cuba Internacional, colaboró en la revista Prisma, La Gaceta de Cuba, Revolución y Cultura, Casa de las Américas, Bohemia, Romances, Mujeres, Verde Olivo, así como en los periódicos Juventud Rebelde, Trabajadores, Tribuna, Opina, y Caiman Barbudo, así como en la agencia Prensa Latina. Participó en más de 100 exposiciones personales y colectivas en Cuba y en el extranjero.

## Exposiciones

### Individual
- 1979 presenta su exposición personal "XX Aniversario de Danza Nacional de Cuba" Teatro Mella, La Habana.
- 1980 Imágenes Danzarias, 7.º Festival Internacional de ballet. Sala universal de las FAR.
- 1981 "El cubano se ofrece. Exposición fotográfica de Iván Cañas" Galería L, La Habana, entre otras.
- 1982 "Cubanos de Acero". Fábrica Cubana de Acero. La Habana Cuba.
- 1985 "Trinidad:de la Tradición a la Vida" Centro Provincial De Artes Plásticas y Diseño. La Habana, Cuba.
- 1985 Contemporary Cubans Photographers, York University, Toronto Canadá.
- 1986 "Retratos y Banderas". Gran teatro de La Habana. La Habana, Cuba.
- 1987 "Trinidad: De la Tradición a la Vida. Galería de Arte Romero Flores. Colonia Roma, México, DF.
- 1989  "Visions of Cuba". Toronto Photographer-work shop. Toronto, Canadá.
- 1992 "El cubano se ofrece". Museo de Arte Cubano.Miami, Florida.
- 2010 “El Cubano se Ofrece: An Exploration of Cuban Identity.” New Mexico State University, New Mexico EUA.
- 2010 "Lezama Inédito".Wolfson Art Gallery; Miami Dade Community College; Miami, Florida, USA.
- 2014 "A Restrospective", Cuban American phototheque Fundation; Miami Dade, Florida, USA.
- 2014 "Lezama Inédito", Claustro Sor Juana; México DF, México.

### Colectiva
- 1968 Salón Nacional de fotografía de la Unión de periodistas de Cuba.
- 1970 Junto con Enrique de la Uz y luc Chessx Ensayo fotográfico:"No hay otro modo de hacer la zafra", Salón 70. Museo Nacional de Bellas Artes, La Habana.
- 1978 Martí en la Plástica cubana. Galería de La Habana, La Habana cuba.
- 1978 Primera Muestra de Fotografía latinoamericana. Museo de arte moderno de México.México
- 1978 Salón nacional de la UPEC. Museo Nacional, La Habana, Cuba.
- 1979 XX Aniversario Casa de las Américas. Museo de Arte Alvar y Carmen T de Carrillo Gil.México.
- 1979 Reencontres Internacionales de Photographie. Soriee latinoamericine. Arlés, Francia.
- 1979 Venecia. La Fotografía. Palazzo Fortuny, Venecia, Italia.
- 1979 Imagen de Nosotros. Galería Internacional, La Habana, Cuba.
- 1979 Fotografía Contemporania. Casa de la Cultura, Vedado, La Habana, Cuba.
- 1979 Salón 13 de marzo, La Habana Cuba.
- 1979 Interpress. La Habana, Cuba.
- 1980 Dos Momentos Revolucionarios. Consejo Mexicano de la fotografía. México.
- 1980 Expo Internacional sobre la cultura en el socialismo. Museo de Arte contemporanio de Hungría.
- 1980 Muestra de la Fotografía Contemporánea. Galería Leipzig. RDA.
- 1980 salón nacional de la UNEAC. Museo Nacional. La Habana. Cuba.
- 1981 II Muestra de Fotografía Contemporánea. Museo de Bellas Artes. México.
- 1981 Retrospectiva de la Fotografía latinoamericana. Galería Kunsthaus, Zúrich, Suiza.
- 1981 Fotografía Cubana Contemporánea, Galería Alcarame, Beirut, Líbano.
- 1981 Fotografía Contemporánea Cubana, Yucatán, México.
- 1981 salón 13 de marzo, La Habana, Cuba.
- 1982 en el Premio de Fotografía Cubana 1982. Salón 23 y M, Hotel Habana Libre, y en La Photographie Contemporaine en Amérique Latine Centre Georges Pompidou, París, Francia.
- 1982 salón nacional de la UNEAC. Museo Nacional, La Habana, Cuba.
- 1982 Fotografía Iberoamericana. Museo de Arte Español. Madrid, España.
- 1982 Fotografía Contemporánea. Casa de la Cultura Ecuatoriana Benjamin Carrion, Quito, Ecuador.
- 1982 Cámara en Ristre. Galería de La Habana.Cuba.
- 1983 Cuban Phptography 1952-1982. Center for Cuban Studies. Wethbeth Gallery, New York, EUA.
- 1983 After The Revolution: Cuba in Pictures. Cityscape Photo Gallery, Pasadena, CA.
- 1983 Retrospectiva de la Fotografía Cubana. Museo Nacional. La Habana, Cuba.
- 1984 Fotografía Cubana, Palacio de la República. RDA.
- 1984 Jornada de la Cultura Cubana. Universidad de La Habana. Cuba.
- 1984 I Bienal de La Habana. Museo Nacional. La Habana. Cuba.
- 1984 III Muestra de la Fotografía latinoamericana. Hecho en Latinoamérica III. Museo Nacional. La Habana. Cuba.
- 1984 Salón de Artes Plásticas. UNEAC. La Habana. Cuba.
- 1984 Fotografía latinoamericana. The Australian Center for Photography. Sídney, Australia.
- 1984 Nicaragua Media Project. New Museum of Arts. New York. EUA.
- 1985 Cuba, view From inside. Ledel Gallery, Nueva York. EUA.
- 1985 Fotografía Cubana. Centrum. Estocolmo, Suecia.
- 1985 Fotografía Cubana. The Regent Street Gallery. Londres, Inglaterra
- 1985 Fotografía contemporánea Cubana. College of Art. Toronto. Canadá.
- 1985 Salón UNEAC.La Habana Cuba.
- 1985 Las Américas, Hacia una nueva perspectiva, 1199 Gallery Nueva York, EUA.
- 1985 participa en la exposición de la Universidad de York, Toronto, Canadá.
- 1986 expone en la Segunda Bienal de La Habana. Museo Nacional de Bellas Artes, La Habana, y en el Premio Ensayo Fotográfico Casa de las Américas. Galería Haydée Santamaría, Casa de las Américas, La Habana, Cuba.
- 1987 Fotografía Cubana. Sección Cultural. SICOF. Milán, [Italia].
- 1987 Las Américas, hacia unas nueva perspectiva. Longwood Arts gallery, Nueva York, EUA.
- 1988 participa en la Exposición Fotokina, Colonia Alemania.
- 1990 participa en la exposición de Toronto Photographer Work Shop, Toronto, Canadá
- 1991 participa en "Fotografía Cubana Contemporánea en 150 Imágenes" Taller Internacional de la Imagen Fotográfica (colateral a la Cuarta Bienal de La Habana). Centro de Prensa Internacional, La Habana.
- 1998 100 años de fotografía Cubana. Casa de las América. Madrid. España.
- 2000 participa en la exposición Shifting Tides, los Angeles County Museum of Art, (Lacma) EUA
- 2001 Grey Art Gallery, Nueva York
- 2001 Museum of Art Comtemporary Photography, Chicago.
- 2007 Centro de la Imagen, "Hecho en Latinoamérica", México
- 2010 participa en "Musas del Lente". Museo de Arte Colonial, Cuba
- 2011 participa en París Photo 2011: The Latin American Photobook.París Francia
- 2014 participa en "Urbes Mutantes, Latinamerican photography 1914-2013". International Center of Photography, NY US

## Premios
Entre los principales premios que ha obtenido se encuentran:
- 1974 Premio retrato IV Salón Nacional de Fotografía UPEC.
- 1975 Premio Salón Nacional de la Propaganda Gráfica.
- 1979 Premio XX aniversario de Agencia Prensa Latina.
- 1979 Premio Ministerio de Cultura, Concurso Interpress Photo
- 1980 Premio CONCURSO 13 DE MARZO.Universidad de La Habana.
- 1980 Premio nacional de artes plásticas en Fotografía. Salón Nacional de Artes Plásticas UNEAC’80, Centro de Arte Internacional, La Habana.
- 1982 Mención. Premio de Fotografía Cubana 1982, Salón Lalo Carrasco, Hotel Habana Libre, La Habana, Cuba.

## Obras en colección
Su trabajo se encuentra expuesto en las colecciones de:
- La Biblioteca Nacional José Martí, La Habana.
- La Casa de las Américas, La Habana.
- En el Center for Cuban Studies, Nueva York, EE. UU.
- En el Centro Studi e Archivio della Comunicazione, Universidad de Parma, Italia.
- En el Consejo Mexicano de Fotografía, México.
- En la Fototeca de Cuba, La Habana.
- En la Casa de la Cultura. Praga. Checoeslovaquia.
- En la Galería Alcarame, Beirut, Líbano.
- En el Museo Nacional de Bellas Artes, La Habana, Cuba.
- En el Museo Lacman los Angeles, California, EUA.
- En la Galería de la Universidad de NY.
- En el Museo de Arte Contemporáneo, Tokio, Japón.
- En la Galería Pompidou, París, Francia.
- En el Museo de Bellas Artes de Houston, Texas, EUA
- Museo de Arte Cubano, Miami, EUA
- En el County Museum of Art, Los Ángeles, (Lacma) EUA
- En el Grey Art Gallery, Nueva York, EUA
- En el Museum of Art Comtemporary Photography, Chicago, EUA.
- En The Farber Collection, NY, EUA
- En el Museo Nacional Centro de Arte Reina Sofía, Madrid, España.
- En Lippard's Collection, Museum of fine arts, Santa Fe, Nuevo México, EUA.
- En Colección Leticia y Stanislas Poniatowski, Bogotá, Colombia